# 미르디터현

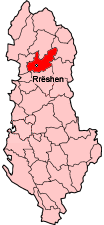
미르디터 현의 위치

미르디터현(알바니아어: Rrethi i Mirditës)은 알바니아를 구성하는 36개 현 가운데 하나로, 현청 소재지는 러셴이며 면적은 867km2, 인구는 37,000명(2004년 기준)이다. 행정 구역상으로는 레저 주에 속한다.